# بونیا کورپوریشن
بونیا کورپوریشن (انگلیسی: Bonia Corporation) شرکت کالای لوکس مالزیایی است، که در سال ۱۹۷۴ تأسیس شد.